# Markus Schroth
Markus Schroth (Karlsruhe, Alemania Federal, 25 de enero de 1975) es un ex-futbolista alemán, se desempeñaba como delantero. Criado en las canteras del Karlsruher SC, Schroth jugó para los clubes 1860 Múnich y FC Nürnberg, también jugó para las categorías Sub-21 de la selección de fútbol de Alemania.

## Clubes
| Club            | País     | Año         | Partidos | Goles |
| Karlsruher SC   | Alemania | 1994 - 1998 | 71       | 25    |
| TSV 1860 Múnich | Alemania | 1998 - 2004 | 150      | 34    |
| 1. FC Nürnberg  | Alemania | 2004 - 2007 | 83       | 17    |
| TSV 1860 Múnich | Alemania | 2007 - 2009 | 0        | 0     |

## Palmarés
1. FC Nürnberg
- Copa de Alemania: 2006-07

- Datos: Q879747
- Multimedia: Markus Schroth / Q879747